# Pegalajar
Pegalajar là một đô thị trong tỉnh Jaén, Tây Ban Nha. Theo điều tra dân số 2005 (INE), đô thị này có dân số là 3136 người.
37°44′B 3°39′T / 37,733°B 3,65°T